# Schismatoglottis pectinervia
Schismatoglottis pectinervia är en kallaväxtart som beskrevs av Alistair Hay. Schismatoglottis pectinervia ingår i släktet Schismatoglottis och familjen kallaväxter. Inga underarter finns listade.